# Carlos Jiménez Gallego
Carlos Jiménez Gallego (* 12. August 1995) ist ein spanischer Volleyballnationalspieler.

## Karriere
Carlos Jiménez Gallego begann seine Karriere 2011 bei CYL Palencia. Mit den spanischen Junioren wurde er Vize-Europameister. Außerdem erhielt er 2013 und 2014 die Auszeichnung als bester spanischer Nachwuchsspieler. Mit der A-Nationalmannschaft nahm der Außenangreifer 2014 und 2015 an der Volleyball-Weltliga teil. In der Saison 2015/16 wurde er mit Rio Duero San José Vierter in der spanischen Liga. Anschließend wechselte er zu Club Voleibol Teruel. Von 2018 bis 2020 spielte er bei Urbia Vóley Palma und 2020/21 bei Unicaja Almería. Von 2021 bis 2024 war er bei Villena Petrer aktiv, bevor er nach Almeria zurückkehrte. 2025 wurde Jiménez vom deutschen Bundesligisten ASV Dachau verpflichtet.